# ヘンリー・エドワード・クレービール

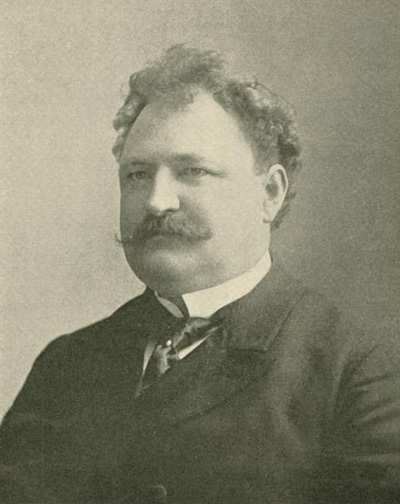
ヘンリー・エドワード・クレービール

ヘンリー・エドワード・クレービール（Henry Edward Krehbiel 1854年3月10日 - 1923年3月20日）は、アメリカ合衆国の音楽評論家、音楽学者。40年以上にわたり『ニューヨーク・トリビューン』紙で音楽編集長を務めた。
同時代の評論家にはリチャード・アルドリッチ、ヘンリー・セオフィラス・フィンク、W.J.ヘンダーソン、ジェームズ・ハネカーらがおり、彼らアメリカの評論家の第1世代のひとりであったクレービールは他に類のない評論のアメリカ学派を築いた。著書の『音楽鑑賞法』（How to Listen to Music、1896年-1924年に刊行）は、19世紀終盤から20世紀はじめの数十年間の米国で指南書として音楽を消費する大衆に広く用いられた 。

## 生涯
1854年にミシガン州のアナーバーに生を受けた。父はメソジスト監督教会のドイツ人聖職者だった。アメリカ人第1世代として父の指導を受け、家で使う言葉と読み書きにはドイツ語と英語の二か国語を用いて育てられた。後年フランス語、イタリア語、ロシア語、そしてラテン語も習得している。1864年に一家はシンシナティに移り住み、父はその地でメソジスト教会の聖職者の職に就いた。そこでまだ幼かったクレービールは教会の合唱隊の指揮者になっている。1872年にはシンシナティで法律の勉強を開始した。1874年6月に『シンシナティ・ガゼット』の職員として配属されてキャリアを開始することになる。彼はスポーツや犯罪に関するライターとして、主として野球の試合や殺人事件について報じた。まもなく音楽イベントの報道へ進み、1880年11月まで同紙の同じ役職で勤務した。
その後ニューヨークへ赴き、『ニューヨーク・トリビューン』紙の職員に加わった。はじめは社会部の記者として配属されて時おり社説を書いていた。シンシナティにいた頃と同じように、まもなく音楽イベントを扱うようになった彼は短期間で音楽部の編集長に登り詰めた。音楽評論家として影響力を持つようになったクレービールは『トリビューン』、『スクリブナーズ・マンスリー』等の雑誌に多くの記事を執筆した。自らの記事について研究する場合にはしばしば直接の経験を求め、一次資料を発掘しようと独自の調査を行った。例えば、ワーグナーの『ニュルンベルクのマイスタージンガー』について執筆した際にはニュルンベルクまで出掛けたり、聖歌隊先唱者について書くためにシナゴーグに通ったりした 。
クレービールは音楽の様々な側面に関して多数の著書を発表しており、中でも『アフロアメリカンの民謡：人種的、国民的音楽の研究』（Afro-American folksongs: a study in racial and national music）は黒人音楽について研究した最初期の書物であった。黒人音楽への関心は1893年のシカゴ万博に参加して、ミッドウェイ・プレザンスで黒人音楽家たちの演奏に魅了された時にまで遡る。コンサートのプログラムに解説文を書くことも多く、イグナツィ・パデレフスキのリサイタルを何度も担当した。

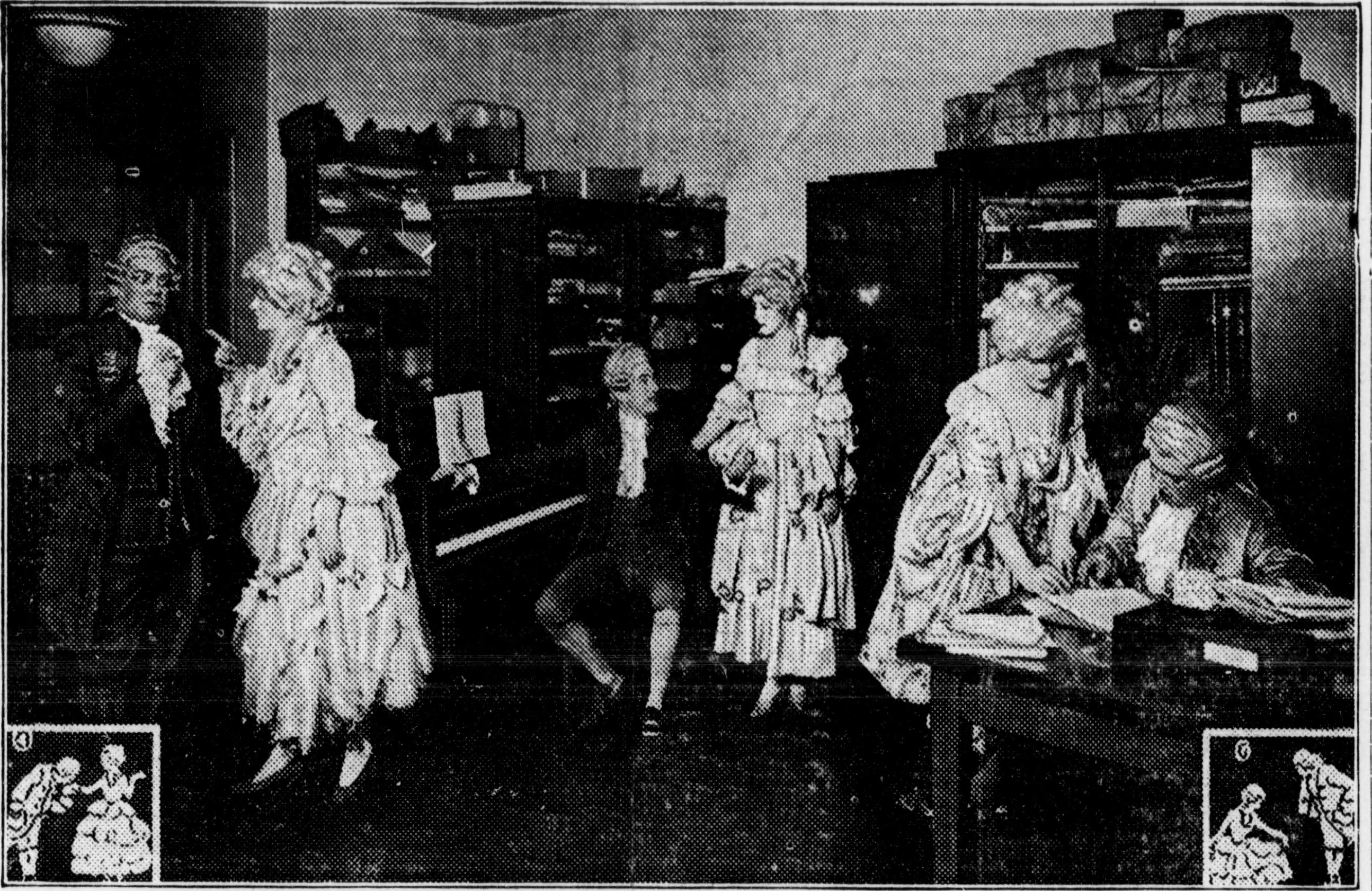
クレービール翻訳版で米国ツアー中の『劇場支配人』 1921年。

クレービールはオペラのリブレットの翻訳も行っている。オットー・ニコライの『ウィンザーの陽気な女房たち』（1886年）、パデレフスキの『マンル』（1902年）、モーツァルトの『劇場支配人』（1916年）などである。モーツァルトの『コジ・ファン・トゥッテ』が1922年にアメリカ初演された折には、クレービールが制作した新たな英語版のテクストが用いられた。アレグザンダー・ウィーロック・セイヤーがドイツ語で著した3巻にわたるベートーヴェンの伝記の翻訳も手掛けており、1921年に英語版の初版が世に出されることになった。第4巻の執筆も構想されていたが、1897年にセイヤーがこの世を去って未完のまま遺された。クレービールは自ら筆を執って1,137ページに及ぶ第4巻を書き上げ、これは1925年に英語版の再版が行われた際に一緒に出版された 。
クレービールはワーグナー、ヨハネス・ブラームス、ドヴォルザーク、チャイコフスキーの音楽について、彼らがまだアメリカではあまり知られていない頃から強く擁護していた。フランス音楽は彼の助手であったリチャード・アルドリッチと揃って嫌っており、反対する活動を続けていた。1907年にドビュッシーの『海』がアメリカに紹介された際には次のように書いている。
昨夜のコンサートは新たな音の組み合わせ以外に形式や目的を一顧だにしない、音色のパレットの上に乱雑に塗りたくられた多量の印象主義的な塗料により幕を開けた。（中略）ひとつだけ間違いなかったことといえば、作曲者の海とはカエルの池だったということ、そしてそこに生息していたものたちは金管楽器ひとつひとつの管の中に入ってしまっていたということだけであった。
ドビュッシーのこの作品がオーケストラのレパートリーとして定着してしまって幾分愉快な状況となった。クレービールはやむなく1922年に『海』が「詩的な作品であり、ドビュッシーはその中に海洋のリズムと色彩を実に見事に捉えている」と書いている。マーラーについても指揮者、作曲家のいずれの役割についても非常に批判的で、ある時は「醜悪の預言者」と書き立てた。またリヒャルト・シュトラウスに関しては作品が快楽主義者の主題を含んでおり、クレービールが道徳的観念の欠如した題材と看做すそれらは偉大な音楽が果たすべき人間性の向上をもたらさないとして攻撃した 。
クレービールは1923年にこの世を去ったその時もまだ『ニューヨーク・トリビューン』紙の評論家の職にあった。アルドリッチは哀悼を示し、クレービールは「アメリカの指導的音楽評論家」であり、米国がかつて得たことのない高みにまで音楽評論を高めたと評した。

## 著書
- The Technics of Violin Playing （1880年）
- Notes on the cultivation of choral music and the Oratorio Society of New York （1884年）
- Studies in the Wagnerian drama （1891年）
- How to listen to music; hints and suggestions to untaught lovers of the art （1896年）
- Music and manners from Pergolese to Beethoven （1898年）--随筆集
- Chapters of opera （1908年）--1911年改訂
- A Book of operas （1909年）
- Pianoforte and its music （1911年）
- Afro-American folksongs: a study in racial and national music （1914年）
- A second book of operas （1917年）
- More chapters of opera （1919年）
- The life of Ludwig van Beethoven, アレグザンダー・ウィーロック・セイヤー著 （1921年）--クレービール編